# Sérgio Nicetiata

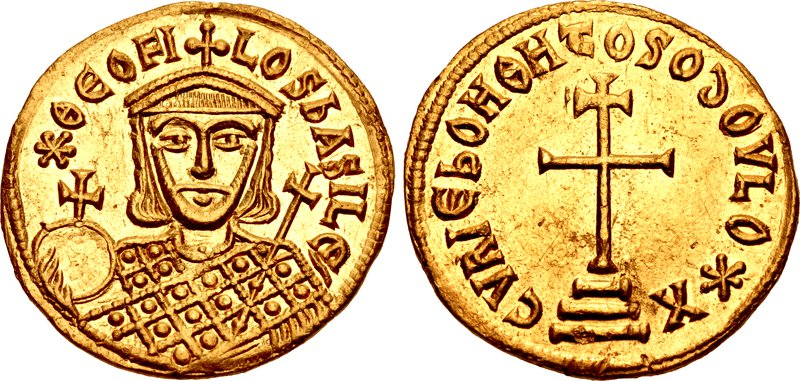
Soldo do imperador bizantino Teófilo r.

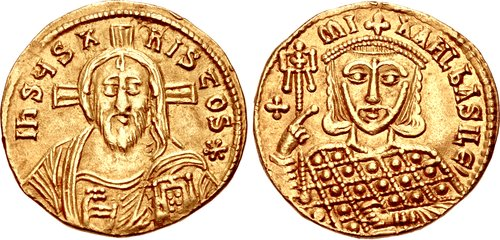
Soldo de r.

Sérgio Nicetiata (em grego: Σέργιος Νικητιάτης; romaniz.: Sergios Niketiates; fl. c. 843) foi um oficial bizantino sênior e membro da dinastia amoriana. É celebrado como um santo pela Igreja Ortodoxa em 28 de junho por seu papel na restauração da veneração dos ícones durante os conflitos iconoclastas da época.

## Biografia
Sérgio Nicetiata é uma figura obscura e "enigmática" (Cyril mango), conhecido apenas através de referências breves em dois trabalhos hagiográficos, os Atos de são Davi, Simeão e Jorge e o Sinaxário Constantinopolitano (Synaxarium Constantinopolitanum). De acordo com estes, Sérgio nasceu na vila de Nicécia, próximo de Amástris na Paflagônia, de onde provém seu sobrenome. Foi um parente próximo, possivelmente o tio, da imperatriz Teodora, a esposa do imperador Teófilo (r. 829–842) e mãe de Miguel III, o Ébrio (r. 842–867). Sob Teófilo, tornou-se um dos membros líderes do senado bizantino, alcançando o posto cortesão supremo de magistro. Selos atribuídos a ele também registram-o como tendo sido progressivamente elevado para os ofícios de hípato, antípato, protoespatário e patrício e tendo mantido o ofício de logóteta geral ou logóteta do dromo (dependendo da leitura dos selos).
Em 843, Sérgio foi instrumental, junto com o logóteta Teoctisto e os irmãos de Teodora, Bardas e Petronas, o Patrício, na conclusão do Iconoclasma e a restauração da veneração dos ícones, um ato para o qual, junto com Teoctisto, Bardas e Petronas, ele é celebrado como santo pela Igreja Ortodoxa em 28 de junho. No mesmo ano, de acordo com o Sinaxário Constantinopolitano foi encarregado com a liderança da expedição contra o Emirado de Creta, mas todas as outras fontes registram que Teoctisto liderou a campanha. É possível, contudo, que Sérgio foi deixado para trás quando Teoctisto foi forçado a retornar às pressas para Constantinopla. Sérgio morreu em Creta, onde as forças bizantinas foram derrotadas pelos árabes, e foi inicialmente enterrado na ilha em um mosteiro que tornou-se conhecido em sua homenagem como tou Magistrou ("do magistro"). Foi mais tarde transferido para o mosteiro da Teótoco no golfo da Nicomédia, que ele tinha fundado e que por sua vez ficou conhecido como tou Niketiatou depois.
O bizantinista francês Henri Grégoire sugeriu que Nicetiata deve ser identificado como "Ibn Qatuna", o almirante registrado nas fontes árabes como tendo liderado os bizantinos no saque de Damieta em 853, mas embora esta hipótese foi retomada por alguns (notavelmente Alexander Vasiliev), é rejeitada por estudiosos modernos. Grégoire também especulou que Sérgio foi o irmão do futuro patriarca Fócio, uma conjectura também rejeitada, embora de acordo com Cyril Mango poderia possivelmente ser o tio materno de Fócio.